# Indian-Airlines-Flug 440
Der Indian-Airlines-Flug 440 (Flugnummer IC440) war ein Inlandsflug der Fluggesellschaft Indian Airlines vom Flughafen Madras zum Flughafen Palam. Am 31. Mai 1973 wurde auf diesem Flug eine Boeing 737-2A8 der Fluggesellschaft Indian Airlines mit dem Luftfahrzeugkennzeichen VT-EAM bei schlechter Sicht im Landeanflug gegen Hochspannungsleitungen geflogen und stürzte zu Boden. Bei dem Unfall kamen 48 Menschen ums Leben, 17 überlebten.

## Flugzeug und Insassen
Bei dem verunglückten Flugzeug handelte es sich um eine Boeing 737-2A8, die zum Zeitpunkt des Unfalls 2 Jahre und 2 Monate alt war. Die Maschine wurde im Werk von Boeing in Renton (Washington) montiert und absolvierte am 26. März 1971 ihren Erstflug, ehe sie im April desselben Jahres neu an Indian Airlines ausgeliefert wurde. Das Flugzeug trug die Werksnummer 20486, es handelte sich um die 279. Boeing 737 aus laufender Produktion. Die Maschine wurde mit dem Luftfahrzeugkennzeichen VT-EAM zugelassen und erhielt den Taufnamen Saranga. Das zweistrahlige Schmalrumpfflugzeug war mit zwei Triebwerken des Typs Pratt & Whitney JT8D-9A ausgestattet.
Es befanden sich 58 Passagiere und 7 Besatzungsmitglieder an Bord.

## Unfallhergang
Der Flug vom Flughafen Madras verlief zunächst ohne besondere Vorkommnisse. Beim NDB-Anflug auf den Flughafen Palam herrschten Staubaufwirbelungen und es regnete. Die Sichtverhältnisse waren unter dem erforderlichen Minimum. Die Piloten fuhren für die Landung die Störklappen aus. Kurz darauf flog die Besatzung die Maschine gegen Hochspannungsleitungen. Das Flugzeug stürzte zu Boden und geriet in Brand.

## Opfer
Bei dem Unfall starben 48 der 65 Personen an Bord. Die Rettungsmannschaften teilten mit, dass sich die Überlebenden im vorderen Teil der Maschine befunden hätten. Ein Überlebender gab an, er hätte im hinteren Teil der Maschine gesessen.
Unter den Überlebenden waren drei US-Amerikaner und zwei Japaner. Unter den Toten befanden sich vier US-Amerikaner, drei Personen aus dem Vereinigten Königreich und eine Frau aus dem Jemen. Einer der Toten war Mohan Kumaramangalam, der indische Eisen- und Stahlbergbauminister.

## Ursache
Als Unfallursache stellten die Ermittler ein Fliegen unterhalb der Mindestflughöhe fest.